# خيطبية زفارزنية
خيطبية زفارزنية (الاسم العلمي: Hyphomicrobium zavarzinii) هي نوع من البكتيريا يتبع جنس الخيطبية من فصيلة الخيطبيات.